# لويزة مضللة
لويزة مضللة (الاسم العلمي: Aloysia decipiens) هو نوع نباتي يتبع جنس اللويزة من فصيلة اللويزية.